# Multicrustacea
Super-classe
Les Multicrustacea sont une super-classe de crustacés.

## Classification
Les crustacés comprennent trois super-classes selon World Register of Marine Species (19 février 2024) :
- Multicrustacea
- Allotriocarida (dont les Insectes)
- Oligostraca

## Liste des sous-taxons
Selon World Register of Marine Species (19 février 2024) :

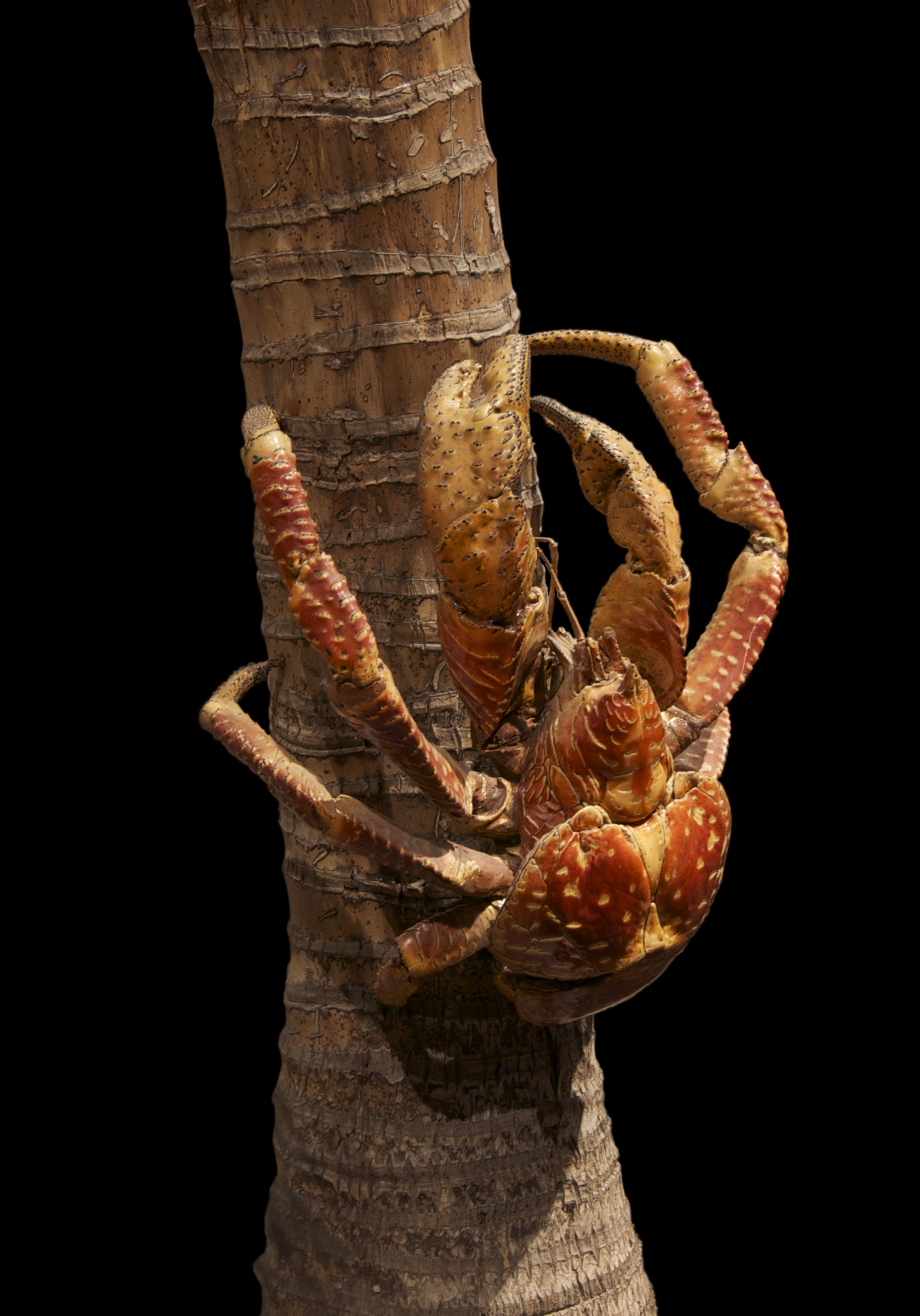
Le Crabe du cocotier (Birgus latro) est le plus gros arthropode terrestre.

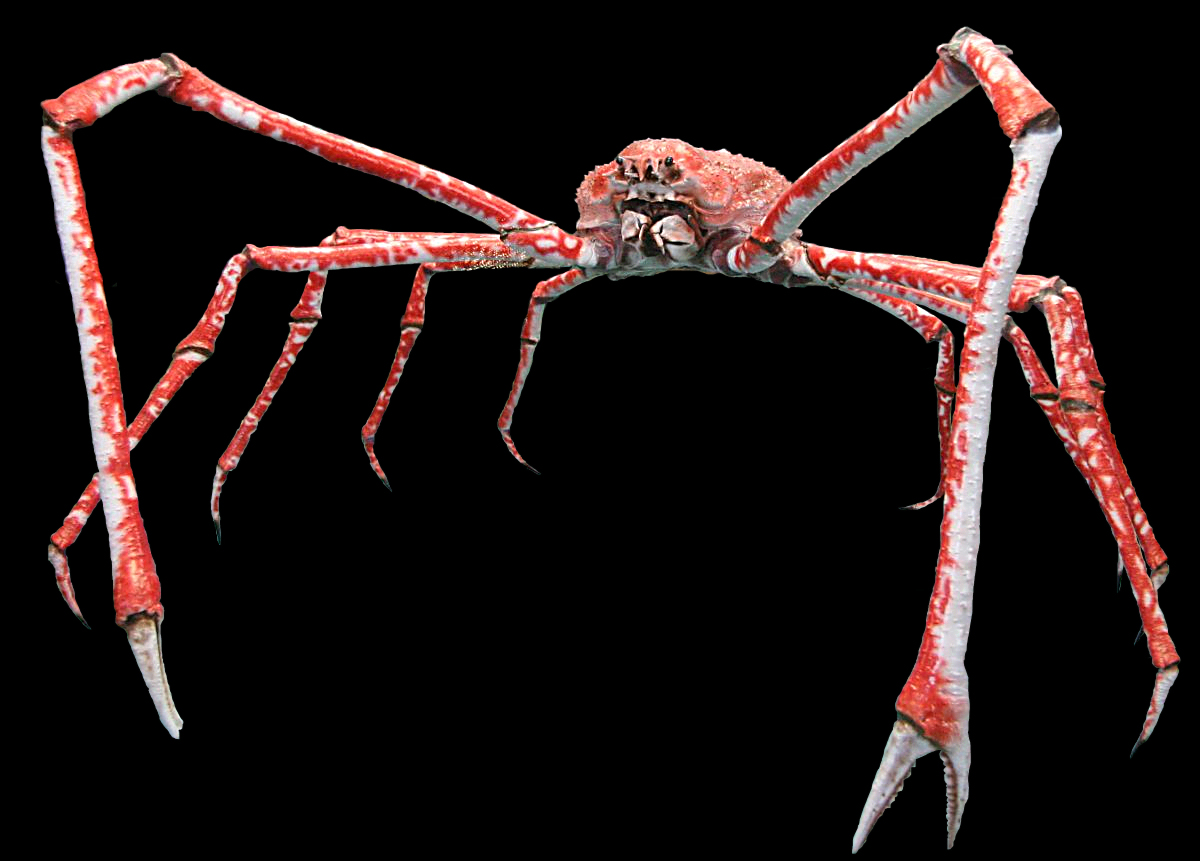
Le Crabe-araignée du Japon (Macrocheira kaempferi) est peut-être le plus gros arthropode actuel.

- classe Copepoda Milne-Edwards, 1840 -- Copépodes
  - sous-classe Neocopepoda Huys & Boxshall, 1991
    - super-ordre Gymnoplea Giesbrecht, 1882
      - ordre Calanoida Sars G. O., 1903

    - super-ordre Podoplea Giesbrecht, 1882
      - ordre Cyclopoida Burmeister, 1834
      - ordre Gelyelloida Huys, 1988
      - ordre Harpacticoida G. O. Sars, 1903
      - ordre Misophrioida Gurney, 1933
      - ordre Monstrilloida Sars, 1901
      - ordre Mormonilloida Boxshall, 1979
      - ordre Poecilostomatoida Thorell, 1859
      - ordre Siphonostomatoida Thorell, 1859

  - sous-classe Progymnoplea Lang, 1948
    - ordre Platycopioida Fosshagen, 1985
- classe Tantulocarida Boxshall & Lincoln, 1983
  - famille Basipodellidae Boxshall & Lincoln, 1983
  - famille Deoterthridae Boxshall & Lincoln, 1987
  - famille Doryphallophoridae Huys, 1991
  - famille Microdajidae Boxshall & Lincoln, 1987
  - famille Onceroxenidae Huys, 1991
- classe Thecostraca Gruvel, 1905
  - sous-classe Ascothoracida Lacaze-Duthiers, 1880
    - ordre Dendrogastrida Grygier, 1987
    - ordre Laurida Grygier, 1987

  - sous-classe Cirripedia Burmeister, 1834
    - super-ordre Acrothoracica Gruvel, 1905
      - ordre Cryptophialida Kolbasov, Newman & Hoeg, 2009
      - ordre Lithoglyptida Kolbasov, Newman & Hoeg, 2009

    - super-ordre Rhizocephala Müller, 1862 -- sacculines
      - ordre Akentrogonida Häfele, 1911
      - ordre Kentrogonida Delage, 1884

    - super-ordre Thoracica Darwin, 1854
      - ordre Cyprilepadiformes Buckeridge & Newman, 2006
      - ordre Ibliformes Buckeridge & Newman, 2006
      - ordre Lepadiformes Buckeridge & Newman, 2006 -- anatifes
      - ordre Scalpelliformes Buckeridge & Newman, 2006 -- pouce-pieds
      - ordre Sessilia Lamarck, 1818 -- balanes

  - sous-classe Facetotecta Grygier, 1985
    - genre Hansenocaris Îto, 1985
- classe Malacostraca Latreille, 1802
  - Sous-classe Eumalacostraca Grobben, 1892
    - Super-ordre Eucarida Calman, 1904
      - Ordre Amphionidacea Williamson, 1973 — Amphionidacés
      - Ordre Decapoda Latreille, 1802 — crabes, crevettes, écrevisses, homards, langoustes, galathées
      - Ordre Euphausiacea Dana, 1852 — krill

    - Super-ordre Peracarida Calman, 1904
      - Ordre Amphipoda Latreille, 1816 - amphipodes, gammares
      - Ordre Bochusacea
      - Ordre Cumacea Krøyer, 1846 - cumacés
      - Ordre Isopoda Latreille, 1817 - isopodes (dont cloportes)
      - Ordre Lophogastrida Sars, 1870 - lophogastrides
      - Ordre Mictacea Bowman, Garner, Hessler, Iliffe & Sanders, 1985 - mictacés
      - Ordre Mysida Haworth, 1825 - mysidacés
      - Ordre Pygocephalomorpha †
      - Ordre Spelaeogriphacea Gordon, 1957 - spelaeogriphacés
      - Ordre Stygiomysida Tchindonova, 1981 - stygiomysides
      - Ordre Tanaidacea Dana, 1849 - tanaidacés
      - Ordre Thermosbaenacea Monod, 1927 - thermosbaenacés

    - Super-ordre Syncarida Packard, 1879
      - Ordre Anaspidacea Calman, 1904
      - Ordre Bathynellacea Chappuis, 1915
      - Ordre Palaeocaridacea †

  - Sous-classe Hoplocarida Calman, 1904
    - Ordre Stomatopoda Latreille, 1817 -- crevettes-mantes

  - Sous-classe Phyllocarida Packard, 1879
    - Ordre Archaeostraca †
    - Ordre Hoplostraca †
    - Ordre Leptostraca Claus, 1880

## Galerie

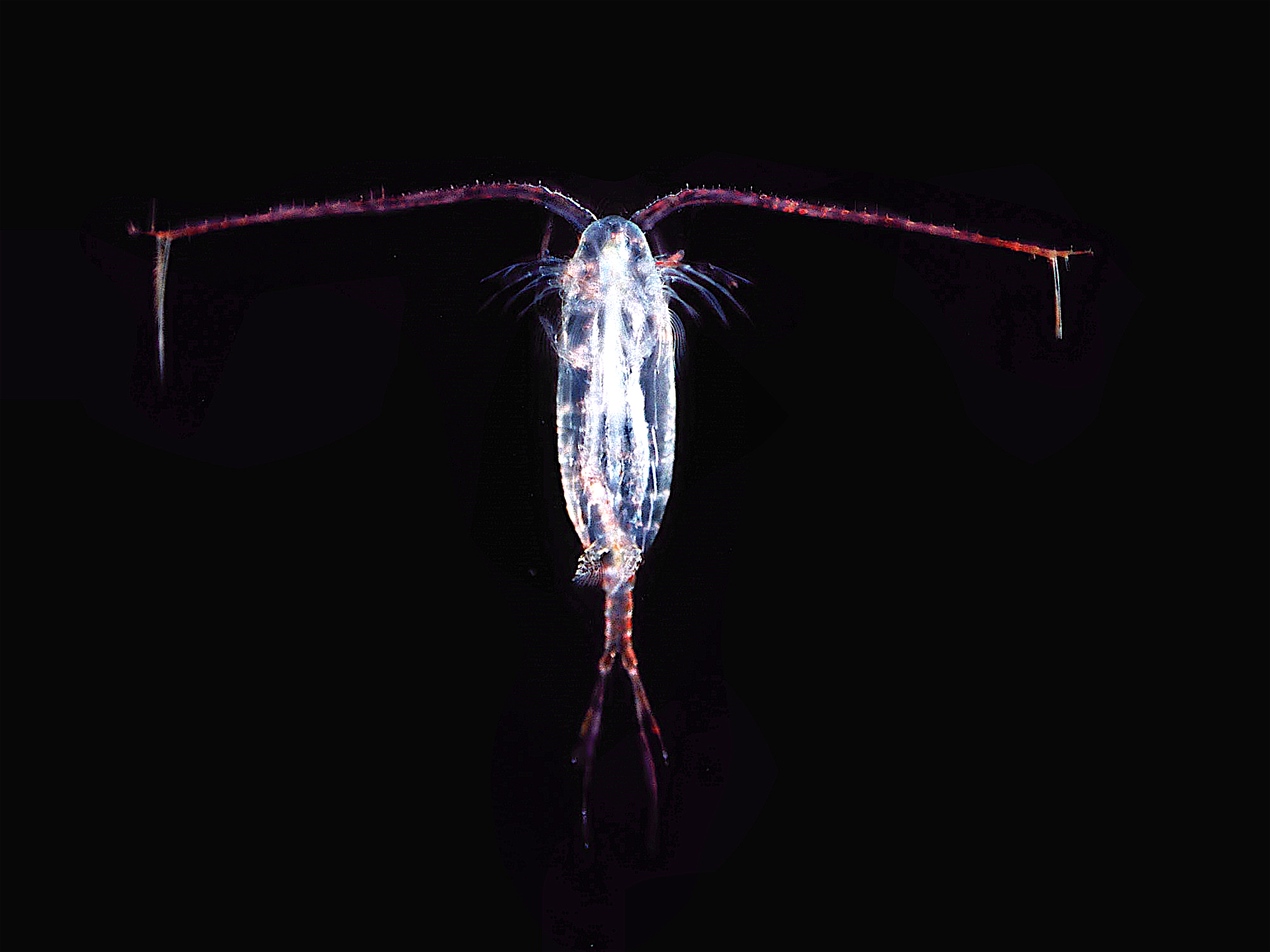
Un copépode
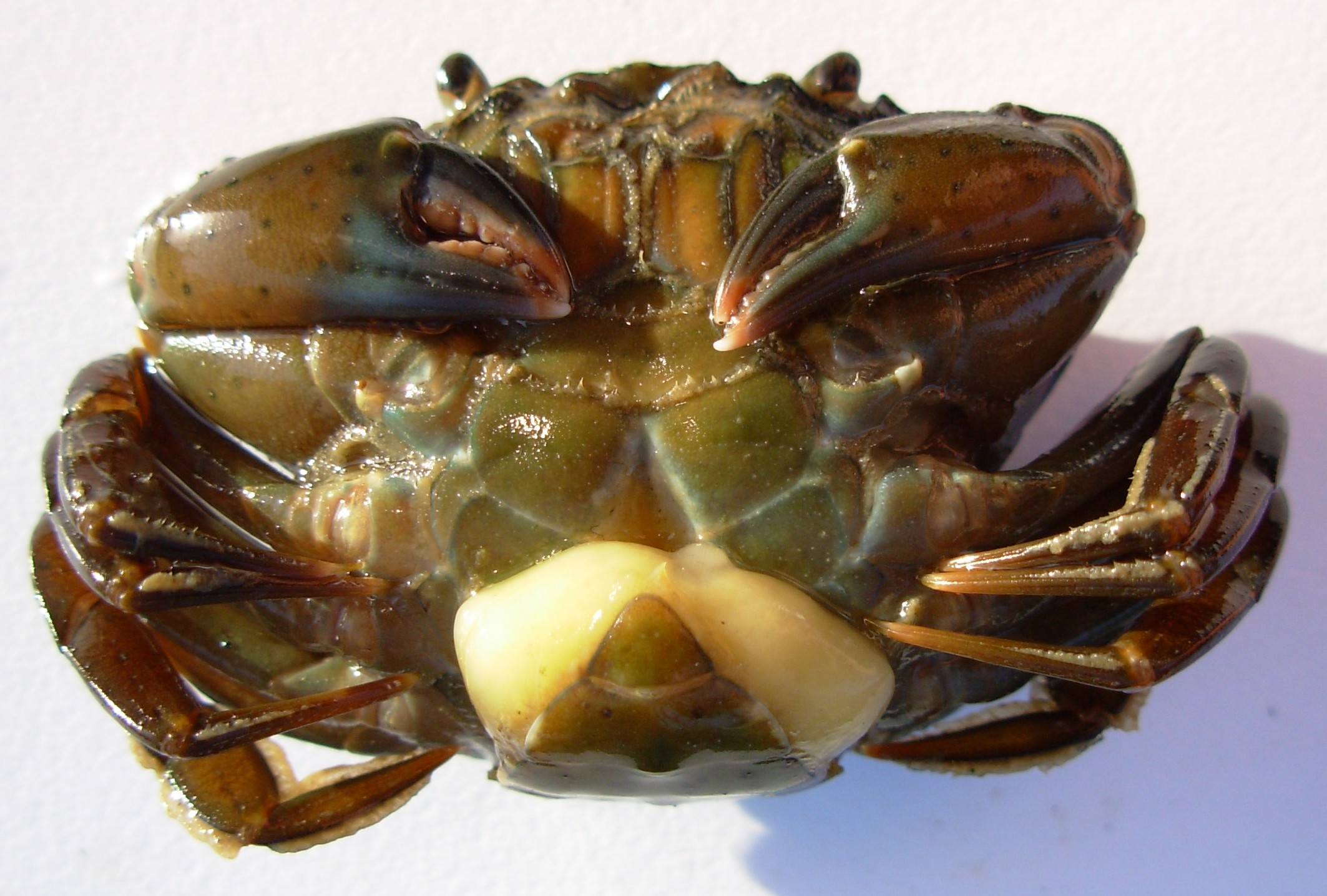
Une sacculine, Sacculina carcini (Rhizocephala) parasite d'un crabe.
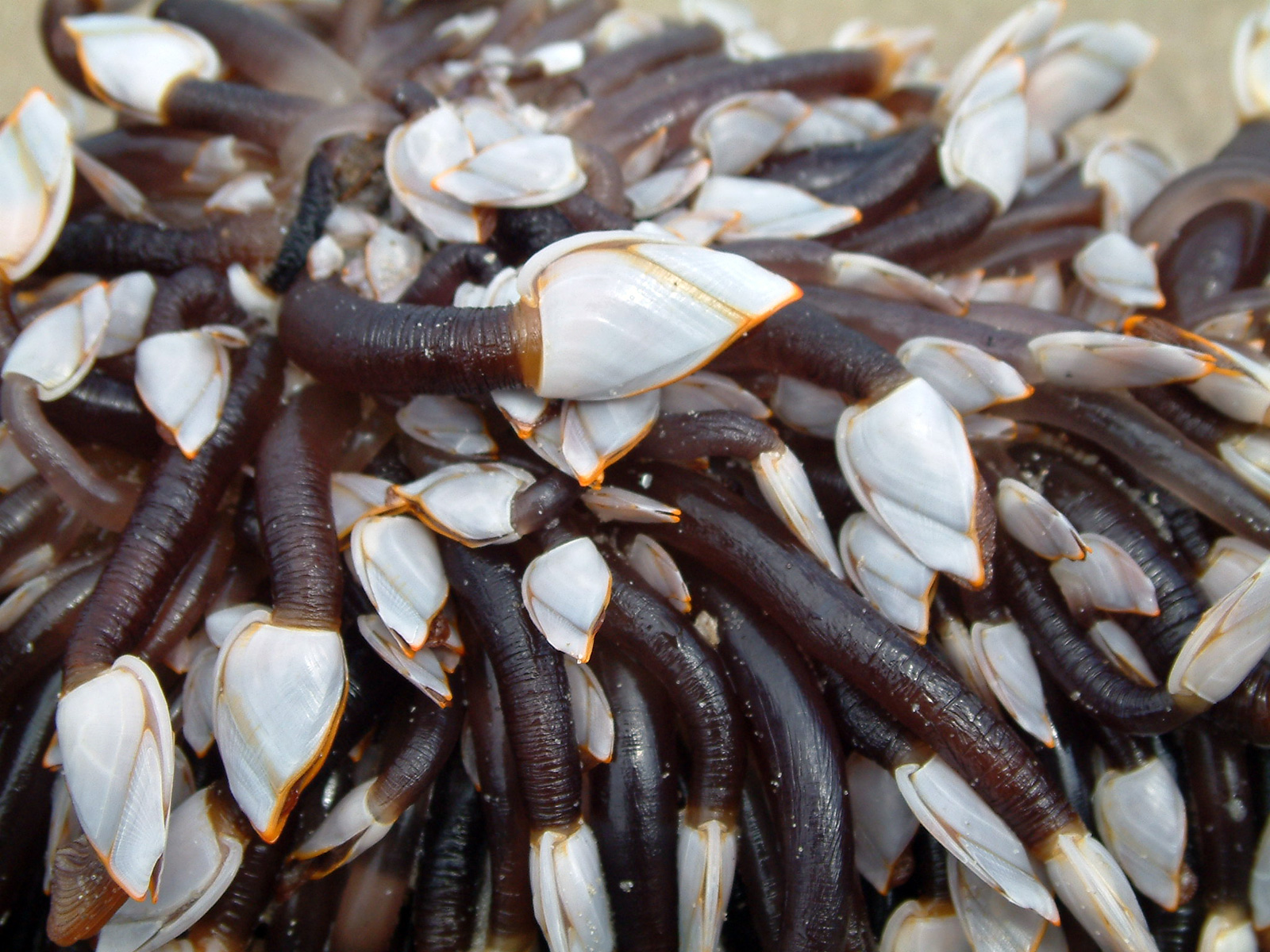
Un anatife, Lepas anatifera (Lepadiformes).
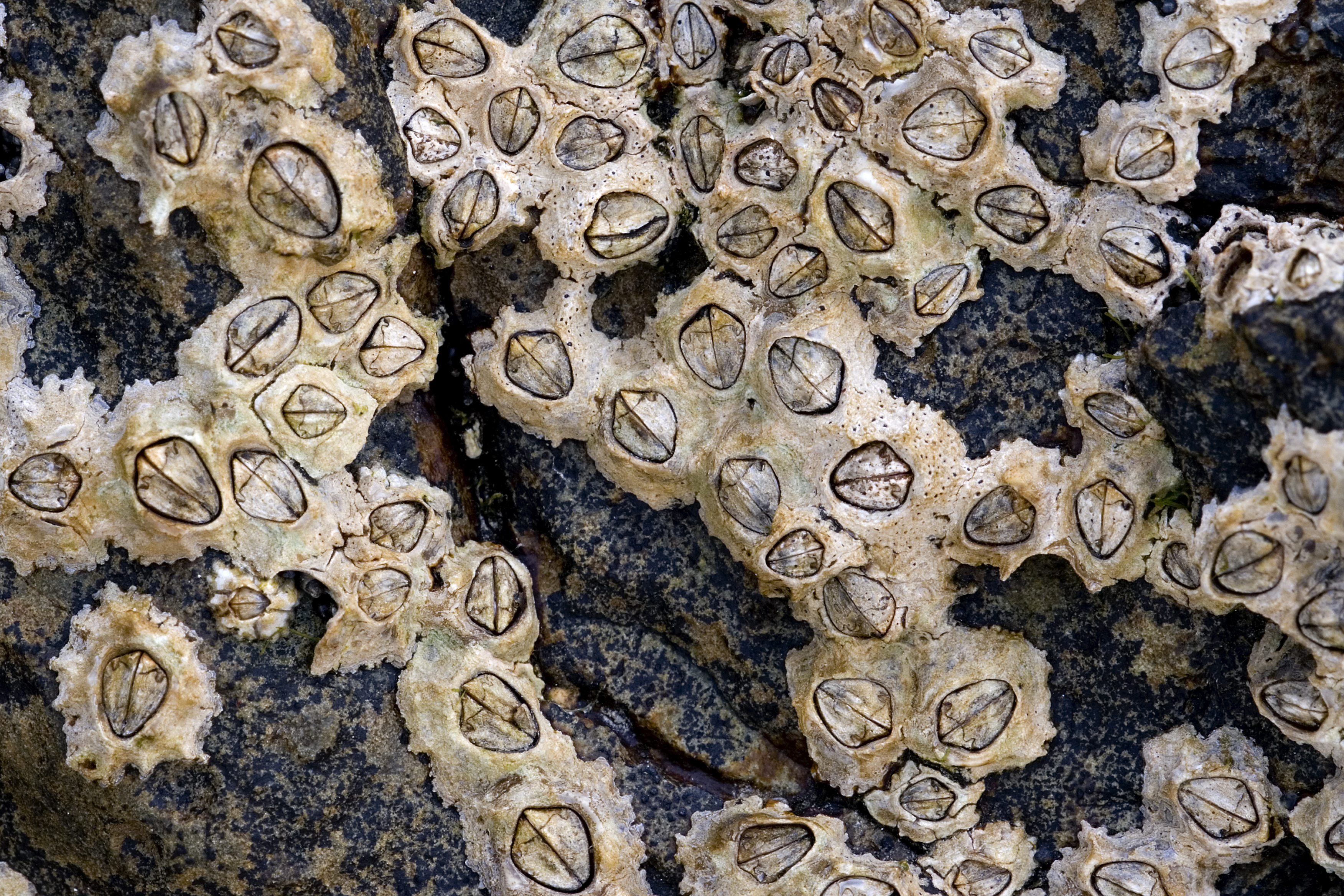
Une balane, Chthamalus stellatus (Sessilia).
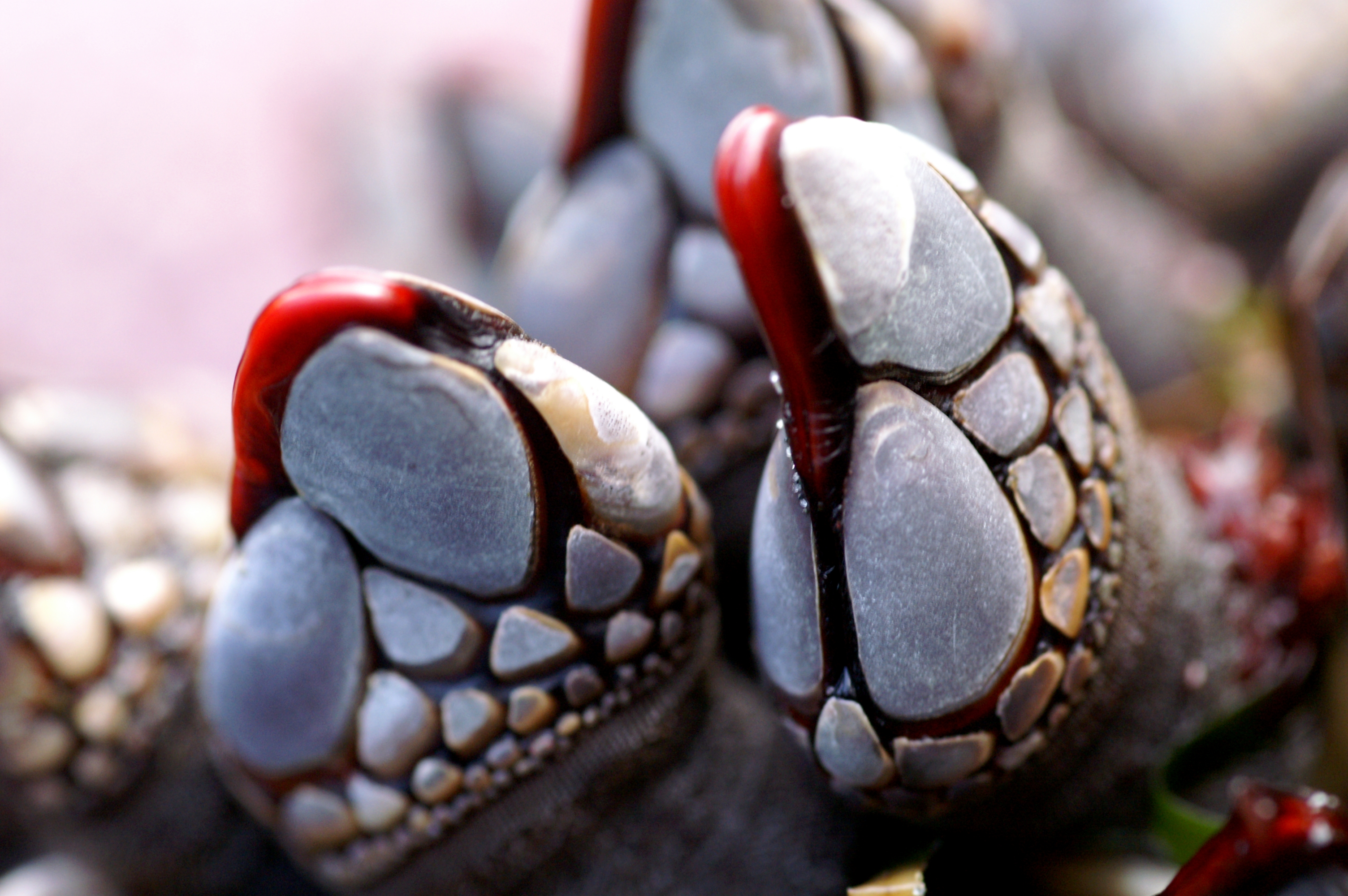
Un pouce-pied, Pollicipes polymerus (Scalpelliformes).
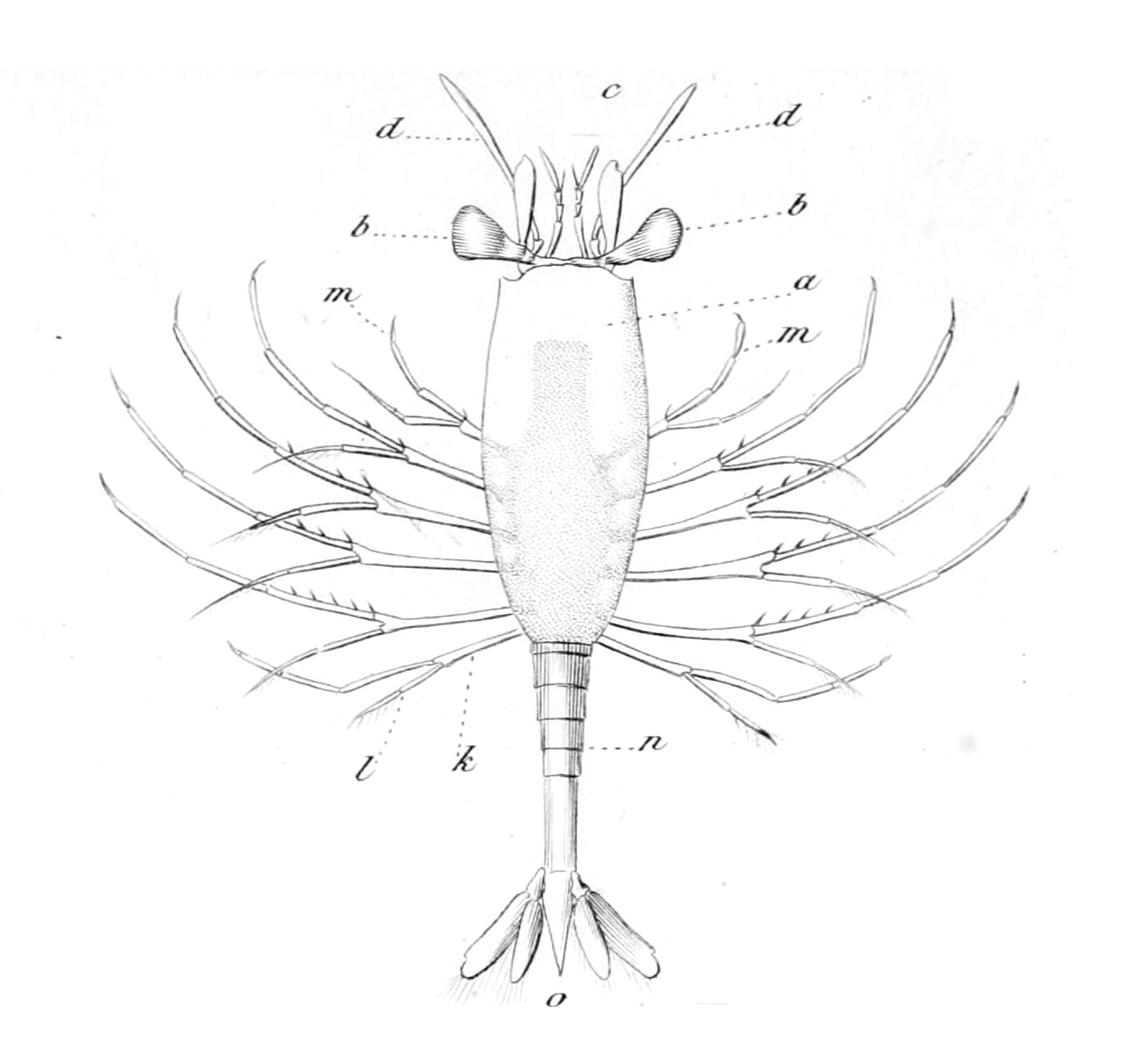
Amphionides reynaudii, l'unique Amphionidacea connu.
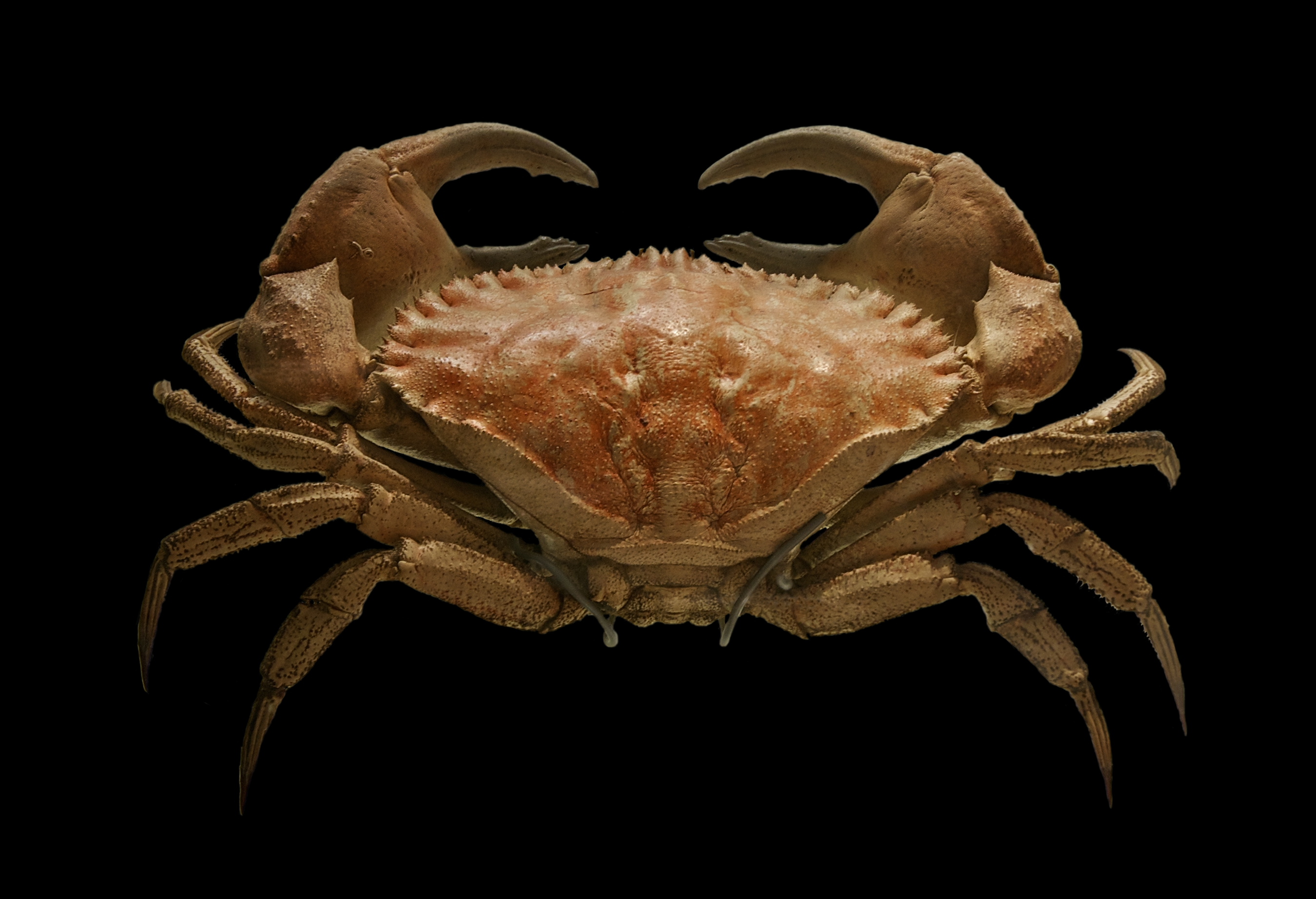
Un crabe, Cancer bellianus (Eucarida).
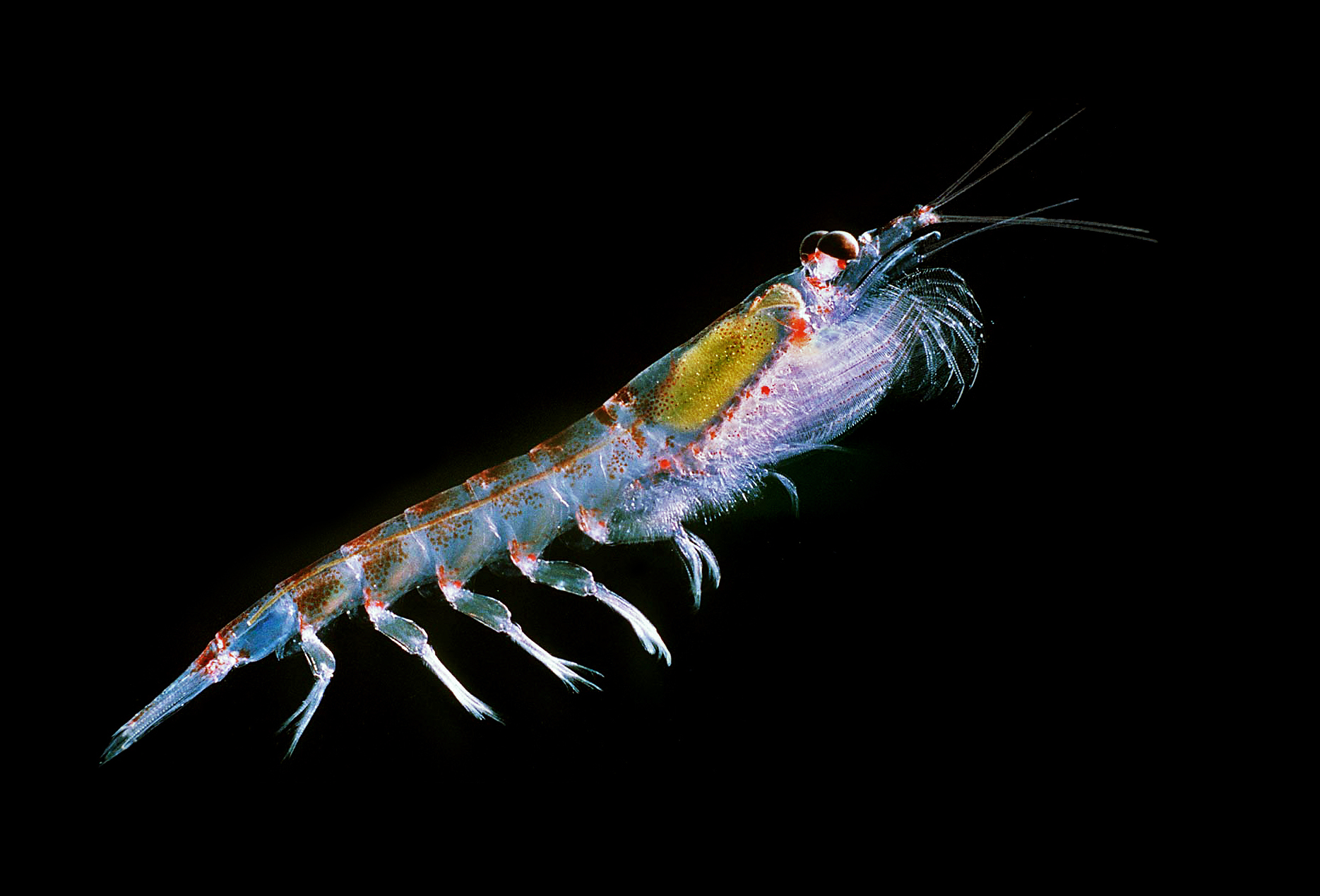
Krill antarctique Euphausia superba (Euphausiacea).
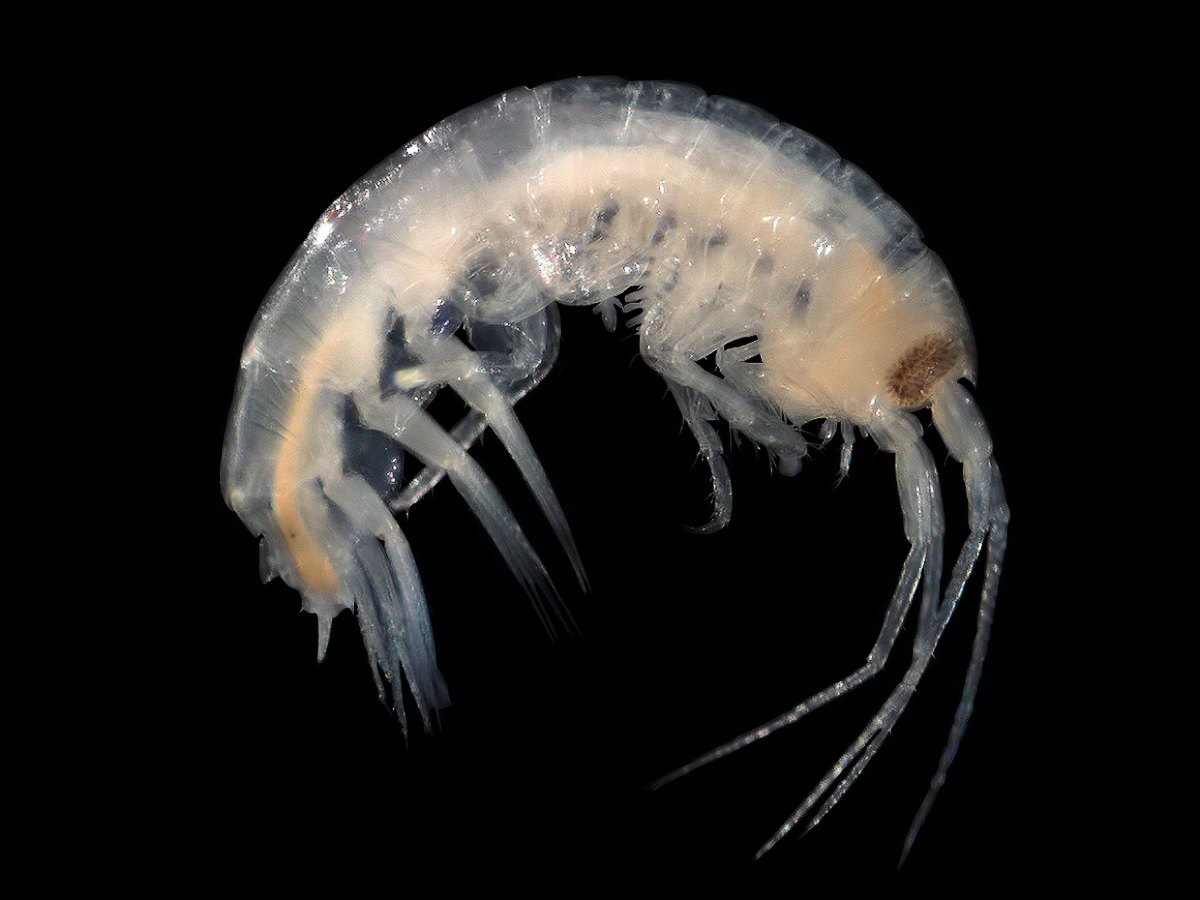
Atylus swammerdami (Amphipoda).
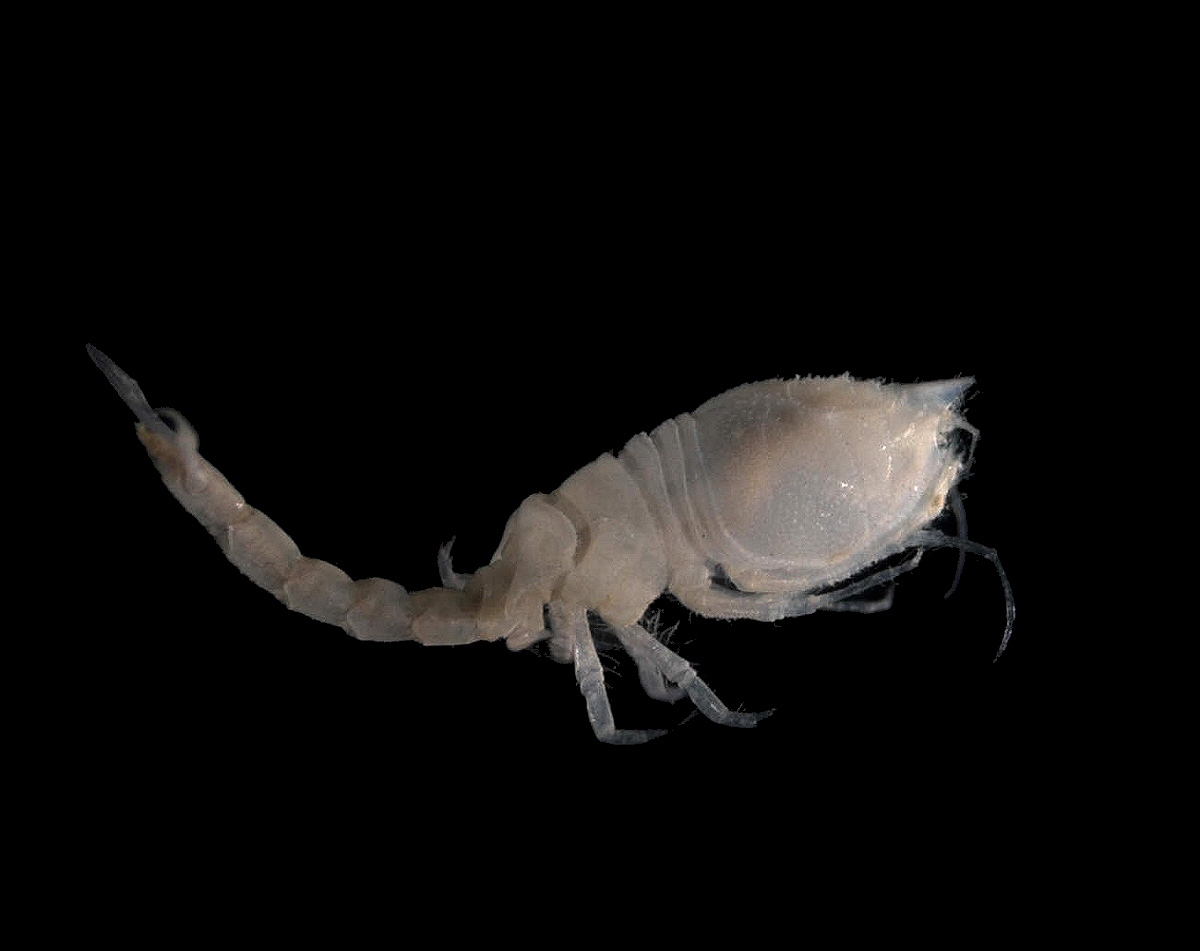
Diastylis bradyi (Cumacea).
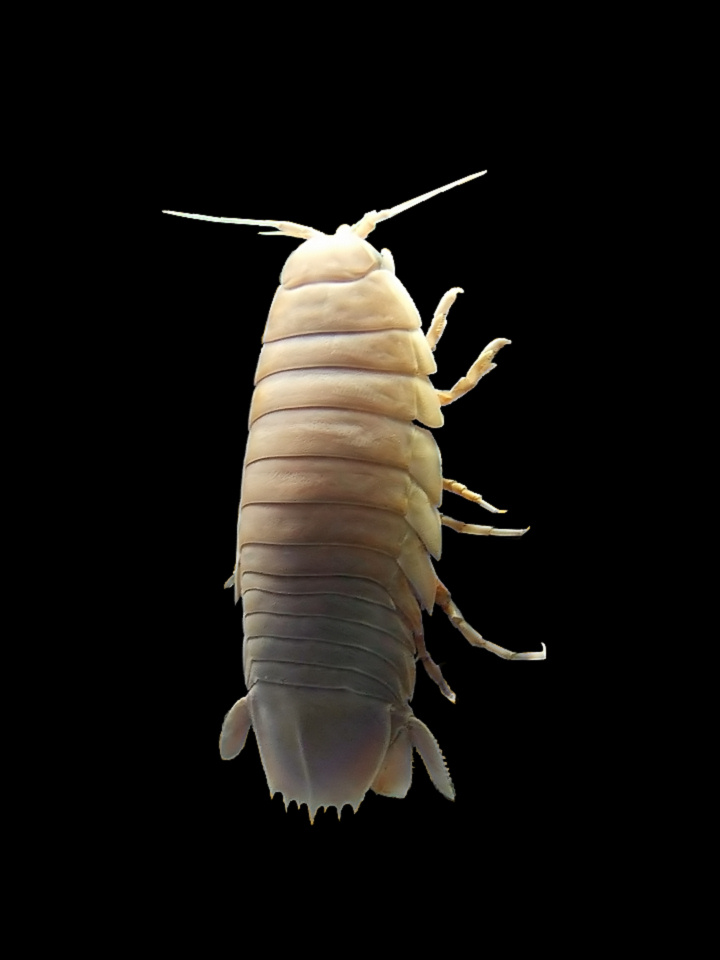
Bathynomus doederleinii (Isopoda).
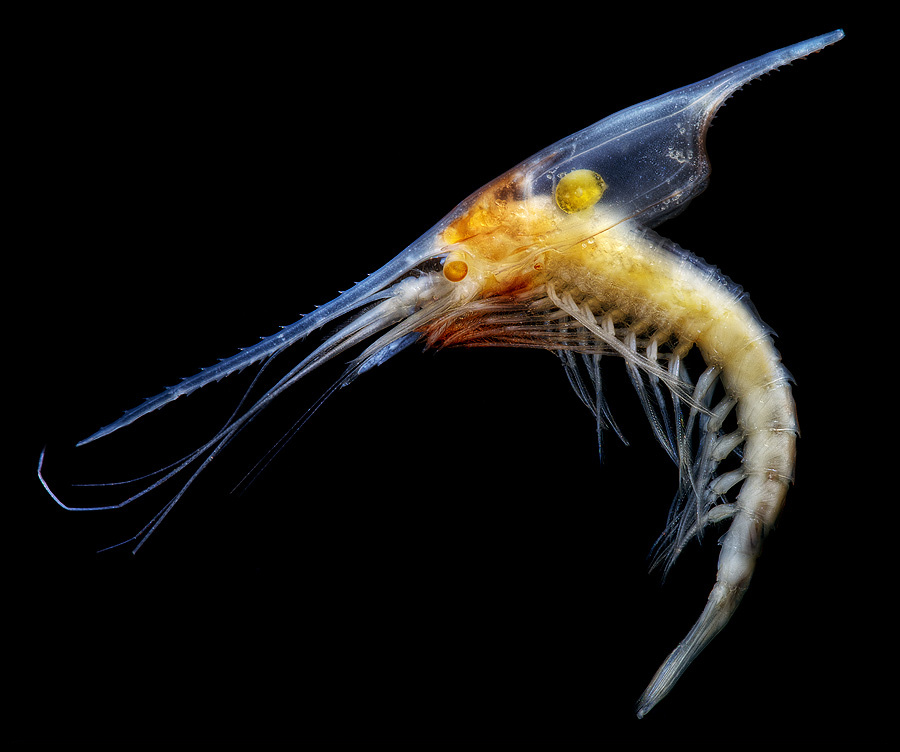
Gnathophausia zoea (Lophogastrida).
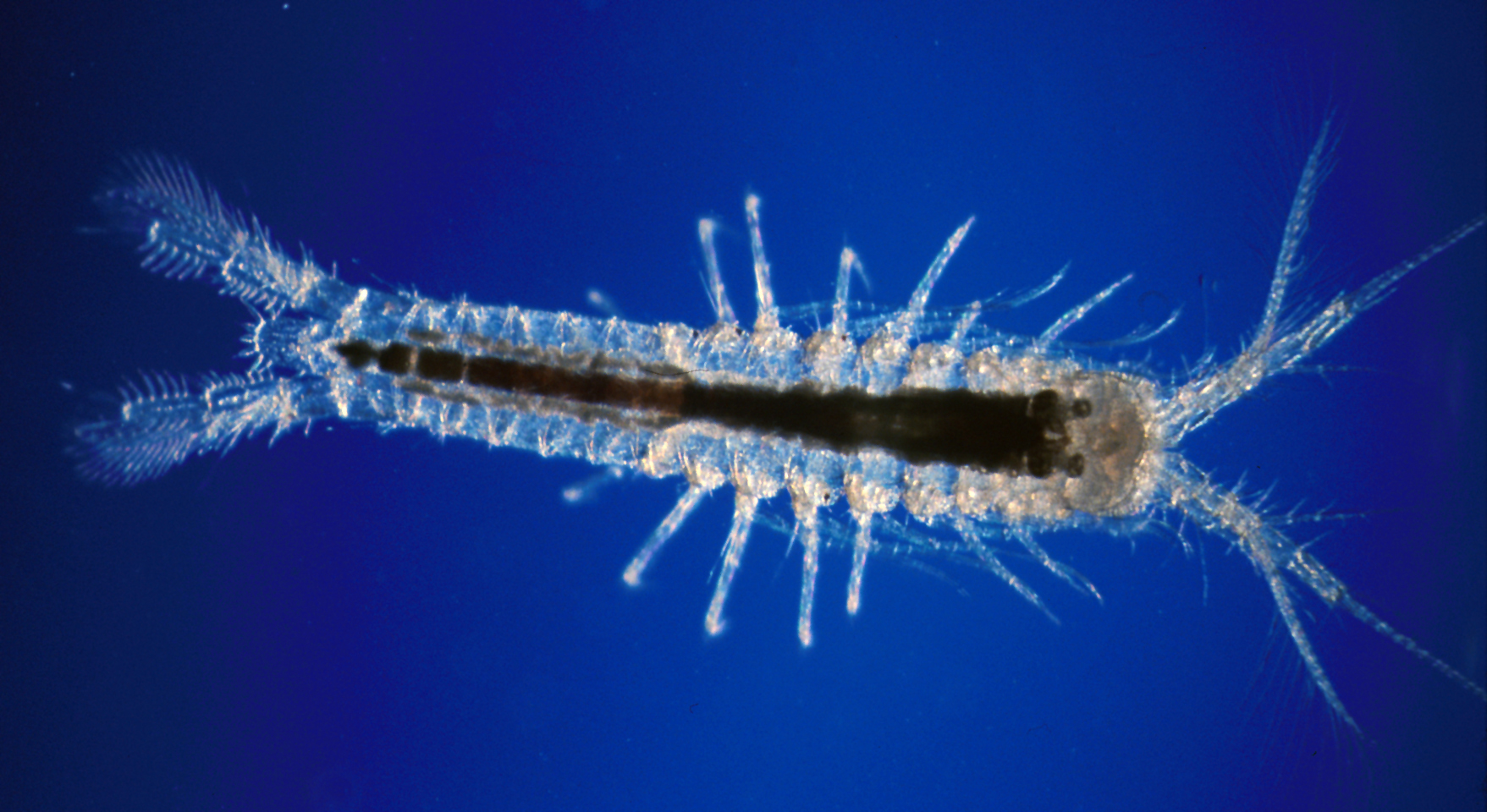
Mictocaris halope (Mictacea).
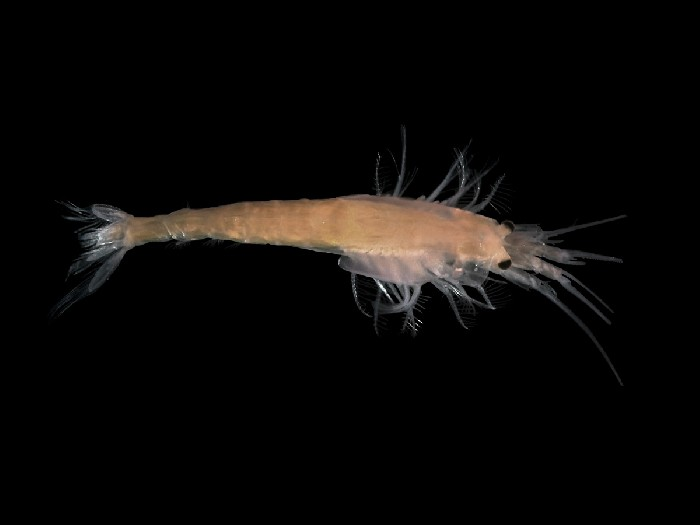
Gastrosaccus spinifer (Mysida).
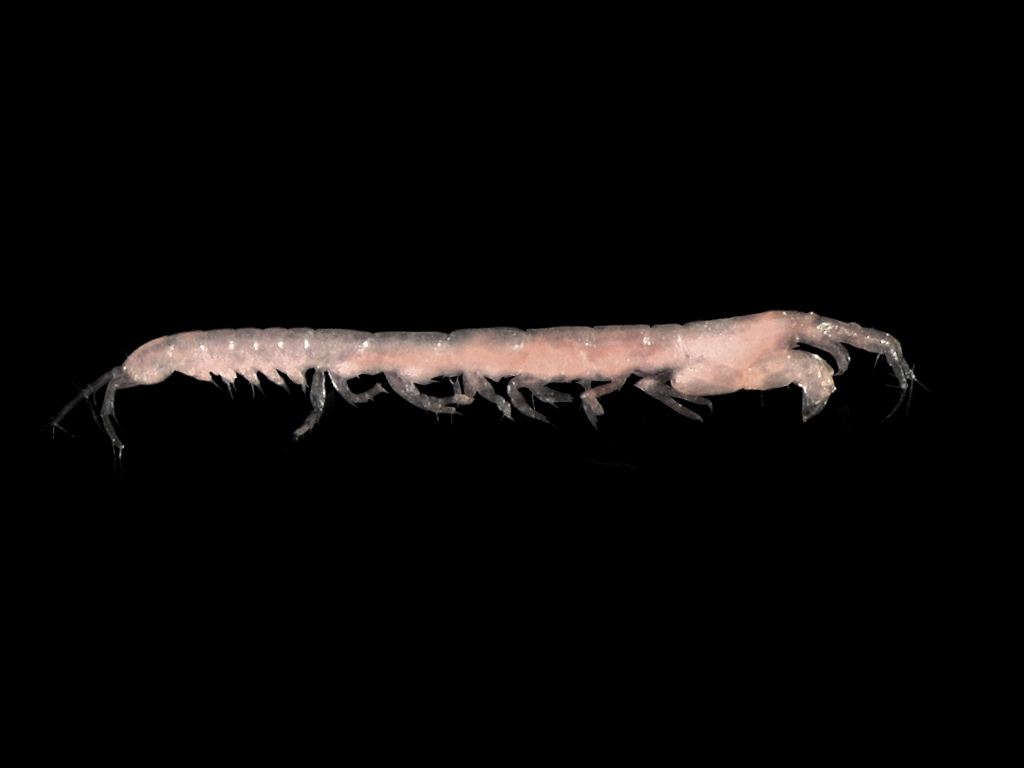
Tanaissus lilljeborgi (Tanaidacea).
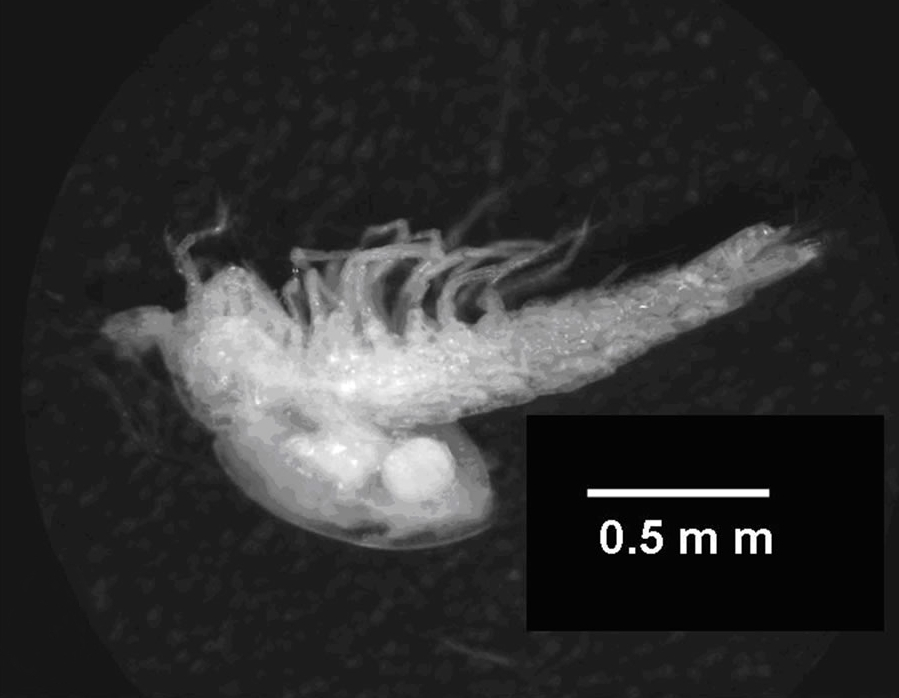
Tethysbaena ophelicola (Thermosbaenacea).
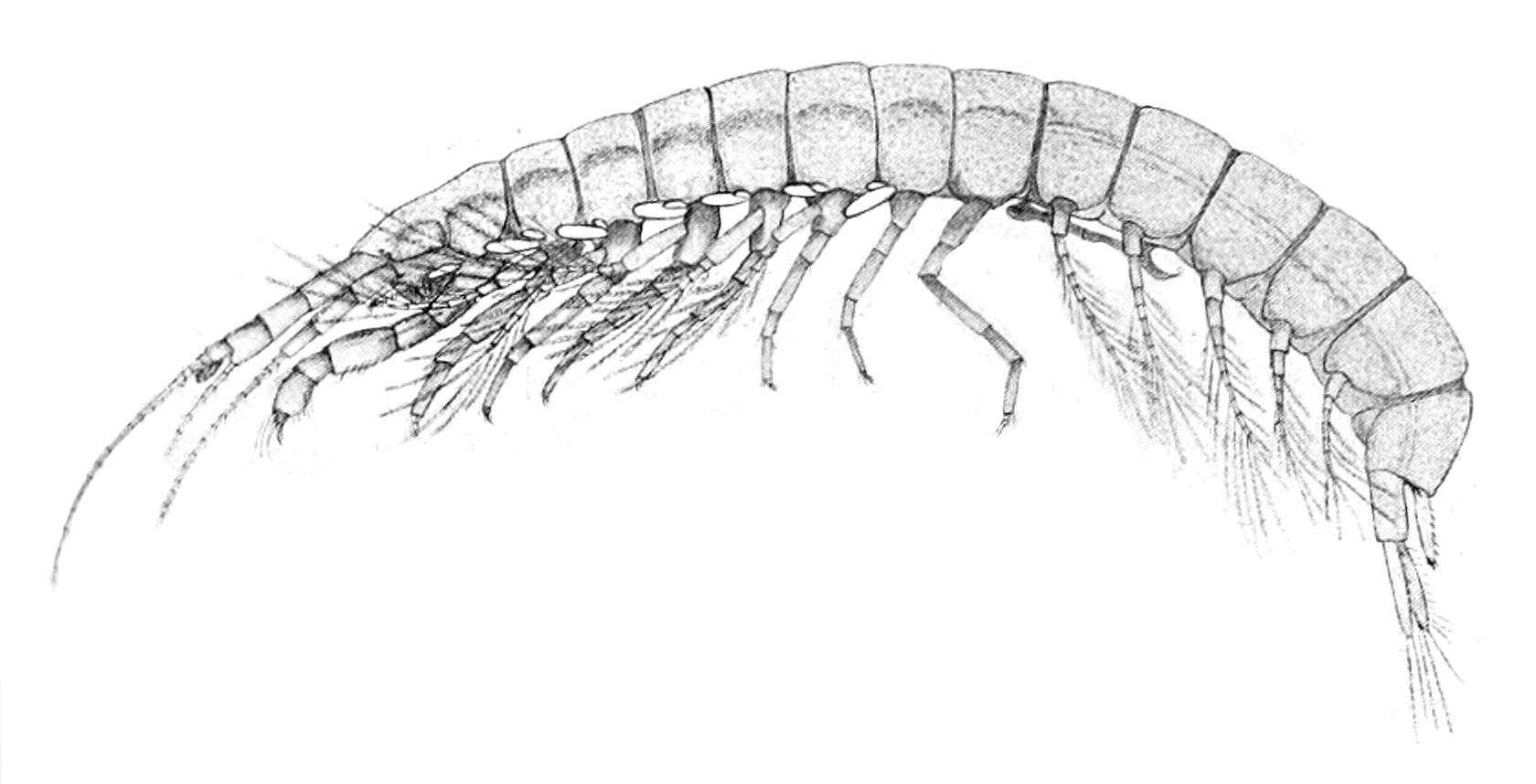
Koonunga cursor (Anaspidacea).
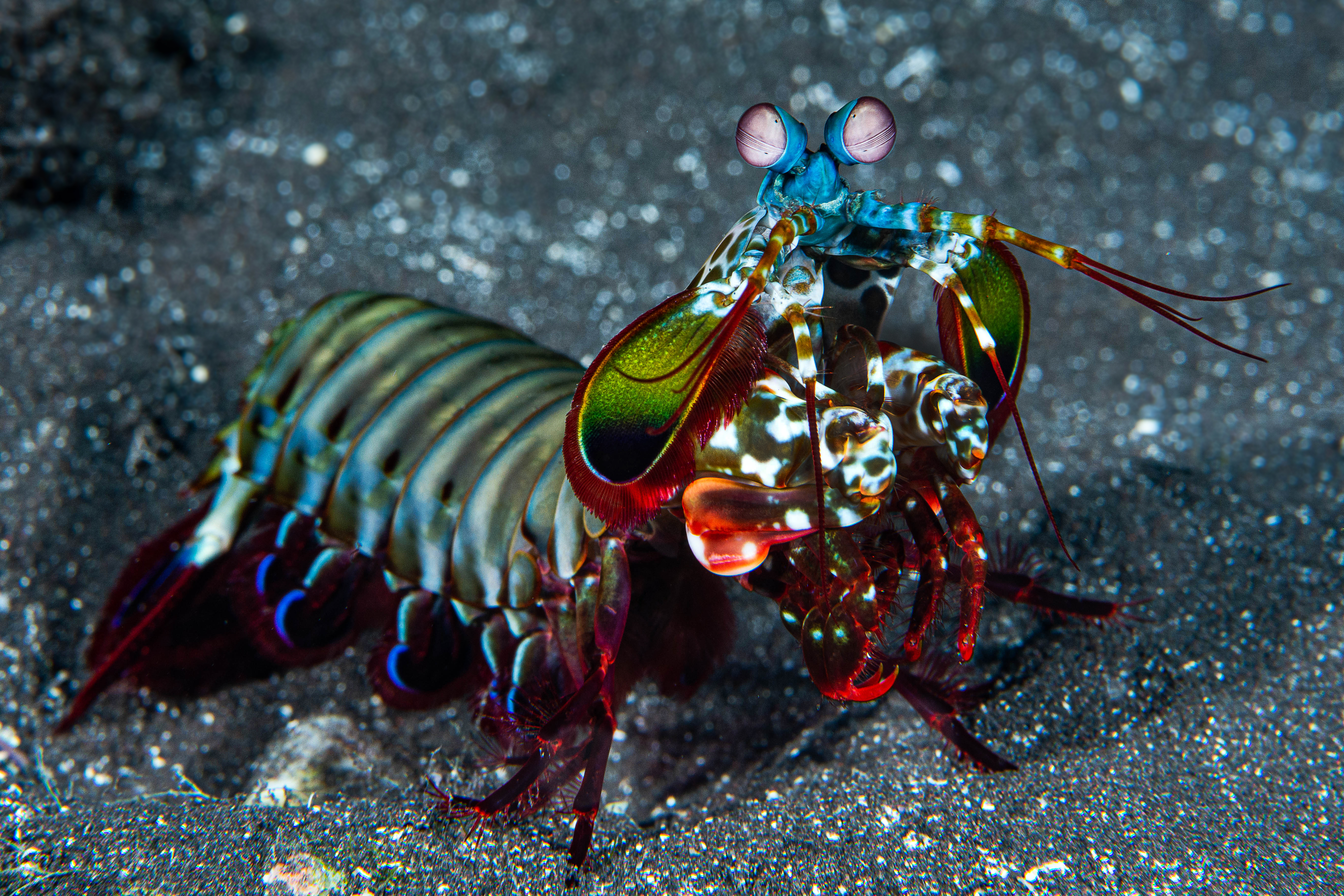
Une crevette-mante, Odontodactylus scyllarus (stomatopoda).
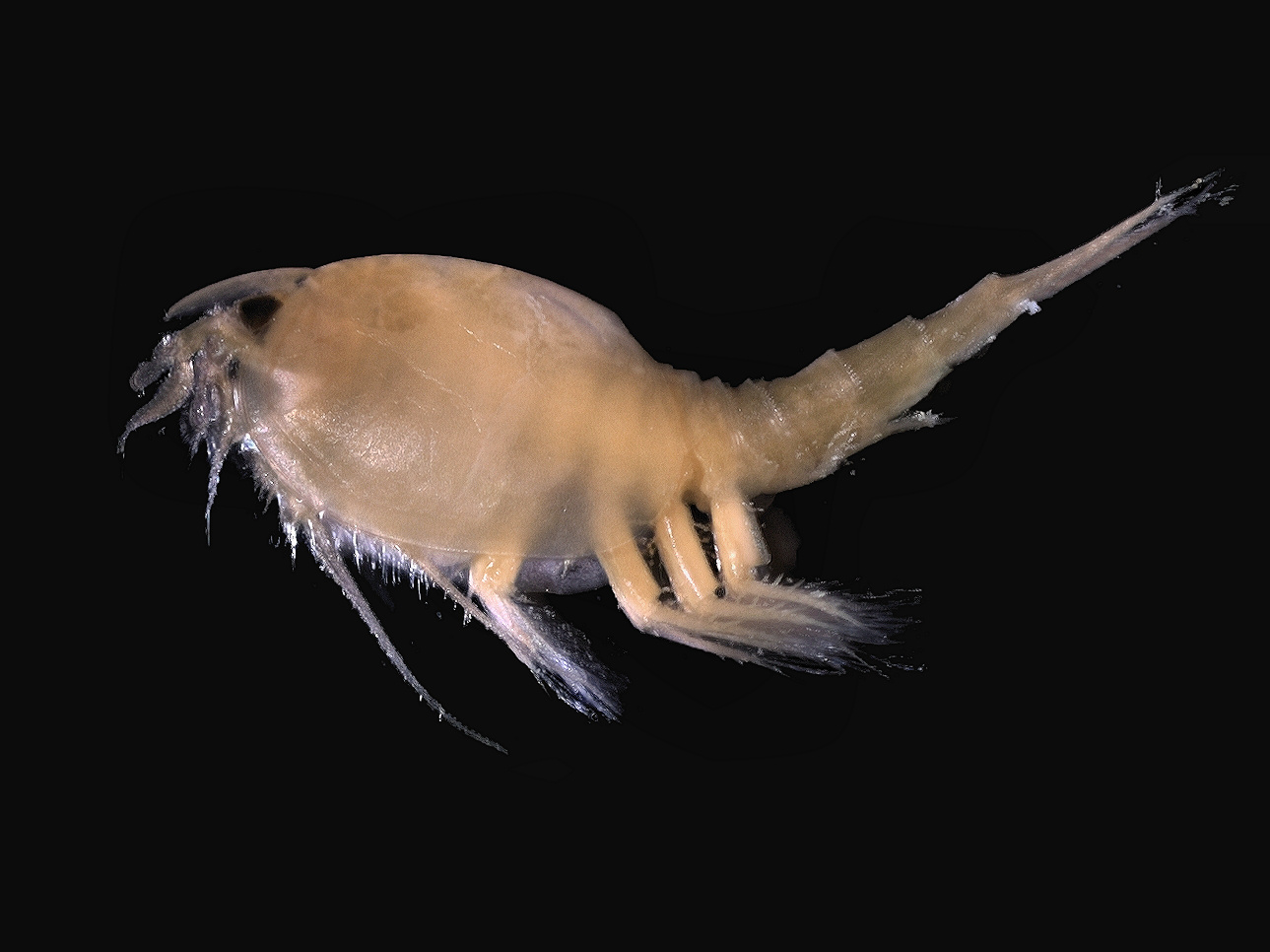
Nebalia bipes (Leptostraca).

## Publication originale
- (en) Jerome C. Regier, Jeffrey W. Shultz, Andreas Zwick, April Hussey, Bernard Ball, Regina Wetzer, Joel W. Martin et Clifford W. Cunningham, « Arthropod relationships revealed by phylogenomic analysis of nuclear protein-coding sequences », Nature, NPG et Springer Science+Business Media, vol. 463, no 7284,‎ 25 février 2010, p. 1079-83 (ISSN 1476-4687 et 0028-0836, OCLC 01586310, PMID 20147900, DOI 10.1038/NATURE08742).